# 8101-es mellékút (Magyarország)
A 8101-es számú mellékút egy közel 34 kilométeres, négy számjegyű mellékút, amely több tíz kilométer hosszúságban kíséri az 1-es főutat, főleg annak Fejér vármegyei szakaszán, de kisebb szakaszokon Pest vármegyei és Komárom-Esztergom vármegyei területeken is, a főút Biatorbágy és Felsőgalla közötti szakaszán. Szakaszainak többsége korábban az 1-es főút része volt, akkor, amikor még nem volt elsődleges közlekedéstervezési szempont a lakott területek elkerülése. A nyomvonal-korrekciót követően a két út szinte végig többé-kevésbé párhuzamos egymással (illetve olykor keresztezik egymást és sokszor egymástól méterekre haladnak), ugyanakkor a főúttal ellentétben az alsóbbrendű út minden útjába eső település belterületén áthalad. Bicske lakott területének legfontosabb megközelítési útvonala.

## Nyomvonala
Biatorbágynál az 1-es főút 1960-ban épült elkerülő szakaszából ágazik ki, a 13+700-as kilométerszelvényénél lévő körforgalmú csomópontban , a település központjától északra. Alig 200 méter után felüljárón áthalad a Budapest–Hegyeshalom–Rajka-vasútvonal vágányai fölött, majd a település területén, első kilométere előtt egy újabb, nagy kiterjedésű körforgalomba érkezik. Itt ágazik ki belőle a Páty felé vezető 81 106-os mellékút, ugyanitt elhalad a Füzes-patak folyása fölött és az 1979-ben felhagyott Biatorbágyi vasúti viadukt alatt. További két kilométeren még nyugat felé halad tovább, a biai városrész központjáig, majd onnan észak felé kanyarodik, miközben egy újabb körforgalmú csomópontban kiágazik belőle dél felé a 8104-es mellékút, amely Sóskút-Érd irányába vezet. Nagyjából 3,7 kilométer után kilép Biatorbágy lakott területéről, elhalad a Békás-patak, a Kígyós-patak és a Benta-patak duzzasztásával létrejött Biai-tórendszer mellett, majd átlép Herceghalom területére, a kiindulási pontjától körülbelül 7,4 kilométerre ismét keresztezi a vasút vonalát, és az 1-es főút mellé simul.
Itt ettől kezdve egy darabig szorosan kíséri az 1-es főutat, néhány ponton egy-egy rövid átkötő úton át is lehet hajtani egyikről a másikra. Az első ilyen átkötő út a 7+750-es kilométerszelvényénél található, ahol az 1101-es út ágazik ki belőle (ez az M1-es autópálya zsámbéki csomópontjáig tart), majd két másik hasonló átkötés található Herceghalom vasútállomás térségében is. Az állomás az út 9+300-as kilométerszelvénye közelében található, ahova a 81 304-es út ágazik ki. 11. kilométere táján az út Fejér vármegye területére ér át, ahol néhány kilométeren át Mány és Etyek közigazgatási határát kíséri. Mindkét település központja több kilométerre esik az úttól, de az út közvetlen közelében található Mány Háromrózsa nevű településrésze. Itt torkollik be az útba, a 11+400-as kilométerszelvénye táján a 8108-as út dél felől, Etyek irányából. Nagyjából a 13. kilométerétől egy rövid szakaszon teljes egészében Mány területén halad, itt keresztezi először, 13,5 kilométer után az 1-es főutat, amely itt 26,6 kilométer teljesítésénél jár.
13,7 kilométer után keresztezi az út a Sajgó-patakot és egyben átlép Bicske területére. Ez a szakasz csak néhány kilométeren át tart, 16,2 kilométer után egy újabb kereszteződéssel visszavált az út a főút déli oldalára, nem sokkal annak 29. kilométere után (a Bicske felől Budapest irányában az 1-esre felhajtó ág önállóan számozódik, 10 815-ös számozással). A 17. kilométerénél keresztezi a Szent László-patakot és egyben belép a város lakott területére, előbb a Kanizsai utca, majd a József Attila utca nevet felvéve. Ott kiágazik belőle, 17,7 kilométer után a 11 119-es mellékút, amely a várost Zsámbékkal összekötő 1104-es út és az 1-es főút körforgalmú csomópontjához vezet, majd a Szent István út nevet veszi fel. A 18+650-es kilométerszelvénye táján újabb elágazása van, itt a 81 305-ös út lép ki belőle, amely Bicske vasútállomást szolgálja ki. Ettől kezdve a Tatai út nevet viseli, és amire eléri a huszadik kilométerét, ki is lép a város házai közül.
21,9 kilométer után újból visszatér a főúthoz, amely itt a 35. kilométere után jár, és ismét átvált annak északi oldalára (a csomópont két átkötő útja is önállóan számozódik, 10 824-es és 10 825-ös számmal). A kereszteződés már Óbarok területén található, és nem sokkal ezután, 22,6 kilométer megtételét követően az út eléri ennek a településnek a belterületét is, ahol a Fő út nevet viseli. A községben fokozatosan északnyugati, majd északi irányba fordul és 23,7 kilométer után az M1-es autópálya nyomvonalát is keresztezi.
Az autópályát csak néhány kilométeren át kíséri, közben keresztülhalad Nagyegyháza déli részén is. Majd újabb kanyarral nyugatnak fordul, visszatér az autópálya déli oldalára, és további néhány kilométer után kilép Fejér vármegyéből. Egy darabon a Komárom-Esztergom vármegyei Szárliget területén halad – itt találkozik a 8113-as és a 13 321-es mellékutakkal –, keresztezi a Csákány-patakot, végül visszatorkollik az 1-es főútba, immár Tatabánya közigazgatási területén, a gerecsei megyeszékhely felsőgallai városrészétől alig pár száz méterre, és ott véget is ér.
Teljes hossza, az országos közutak térképes nyilvántartását szolgáló kira.gov.hu adatbázisa szerint 33,690 kilométer.

## Története

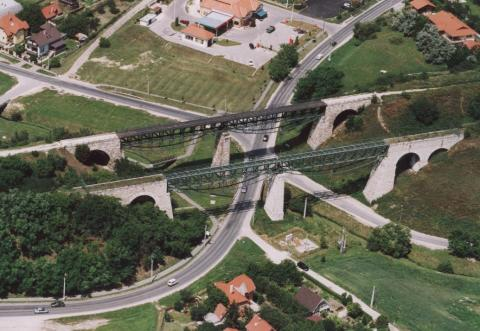
A biatorbágyi vasúti viadukt alatti szakasza a levegőből (2007-es állapot; azóta itt körforgalmú csomópont létesült)

1934-ben a kereskedelem- és közlekedésügyi miniszter 70 846/1934. számú rendelete harmadrendű főúttá nyilvánította, a Budapesttől Győrig húzódó, de az érintett települések elkerülése helyett inkább azok feltárását szolgáló 802-es főút részeként.

## Települései
- Biatorbágy
- Herceghalom
- Etyek
- Mány
- Bicske
- Óbarok
- Nagyegyháza
- Szárliget
- Tatabánya